# کلود ویلسون
کلود ویلسون (به انگلیسی: Claude Wilson) بازیکن فوتبال زادهٔ ۹ سپتامبر ۱۸۵۸ اهل کشور انگلستان که سابقهٔ بازی در تیم ملی فوتبال انگلستان را در کارنامهٔ خود دارد. وی در تاریخ ۱۸ ژانویه ۱۸۷۹ نخستین بازی ملی خود را در مقابل تیم ملی فوتبال ولز انجام داد و با حضور در ۲ بازی ملی، در تاریخ ۱۲ مارس ۱۸۸۱ واپسین بازی ملی‌اش را در برابر تیم ملی فوتبال اسکاتلند برگزار کرد.